# Saint-Christophe (Italie)
Pour les articles homonymes, voir Saint-Christophe.
Saint-Christophe est une commune italienne de la Vallée d'Aoste.

## Géographie
Le territoire de Saint-Christophe s'étend à l'adret de la Doire Baltée, à la périphérie orientale d'Aoste, au milieu de la plaine d'Aoste et de sa zone commerciale.
La zone commerciale de l'agglomération aostoise s'étend en particulier sur la partie en aval de la commune, aux localités du Grand-Chemin, de la Croix-Noire et de la Grande-Charrière.
Dans la localité Les Îles se situe l'aéroport de la Vallée d'Aoste.

Localisation de la commune de Saint-Christophe à l'intérieur de la Vallée d'Aoste.

## Culture

### Le carnaval de Sorreley
Voir lien externe au fond de l'article.
Appelé Carnaval de Chouelèy en patois valdôtain, un carnaval en style typique de la Combe froide, traditionnel du hameau Sorreley.

## Monuments et lieux d'intérêt

### Architectures militaires
- Château Passerin d'Entrèves

### Édifices religieux
- Église paroissiale Saint-Christophe ;
- Chapelle de Veynes, dédiée à Saint Roch ;
- Chapelle de Sorreley, dédiée à Saint Gothard ;
- Chapelle de Senin, dédiée à Saint Michel et à Sainte Barbe ;
- Chapelle de Parléaz, dédiée à Sainte Marguerite et à Saint Bernard ;
- Chapelle de Nicolin, dédiée à Sainte Anne.

### Architecture civile
L'ancienne maison et ferme de la famille Roullet au chef-lieu est aujourd'hui le siège de la maison communale et de la bibliothèque. Après sa restauration entre 1985 et 1988, cet édifice a été acheté par l'administration communale, qui y siège depuis 1996.

## Personnalités liées à Saint-Christophe
- Alexis Bétemps - ethnologue
- Magui Bétemps - chanteuse en français et en valdôtain

## Galerie de photos

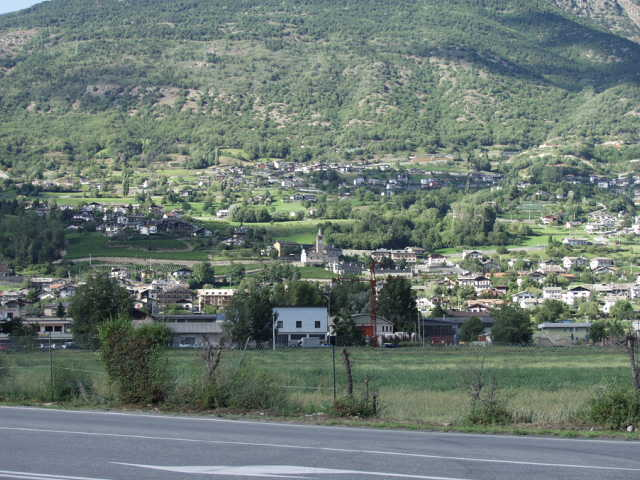
Vue d'ensemble du chef-lieu et du territoire communal.
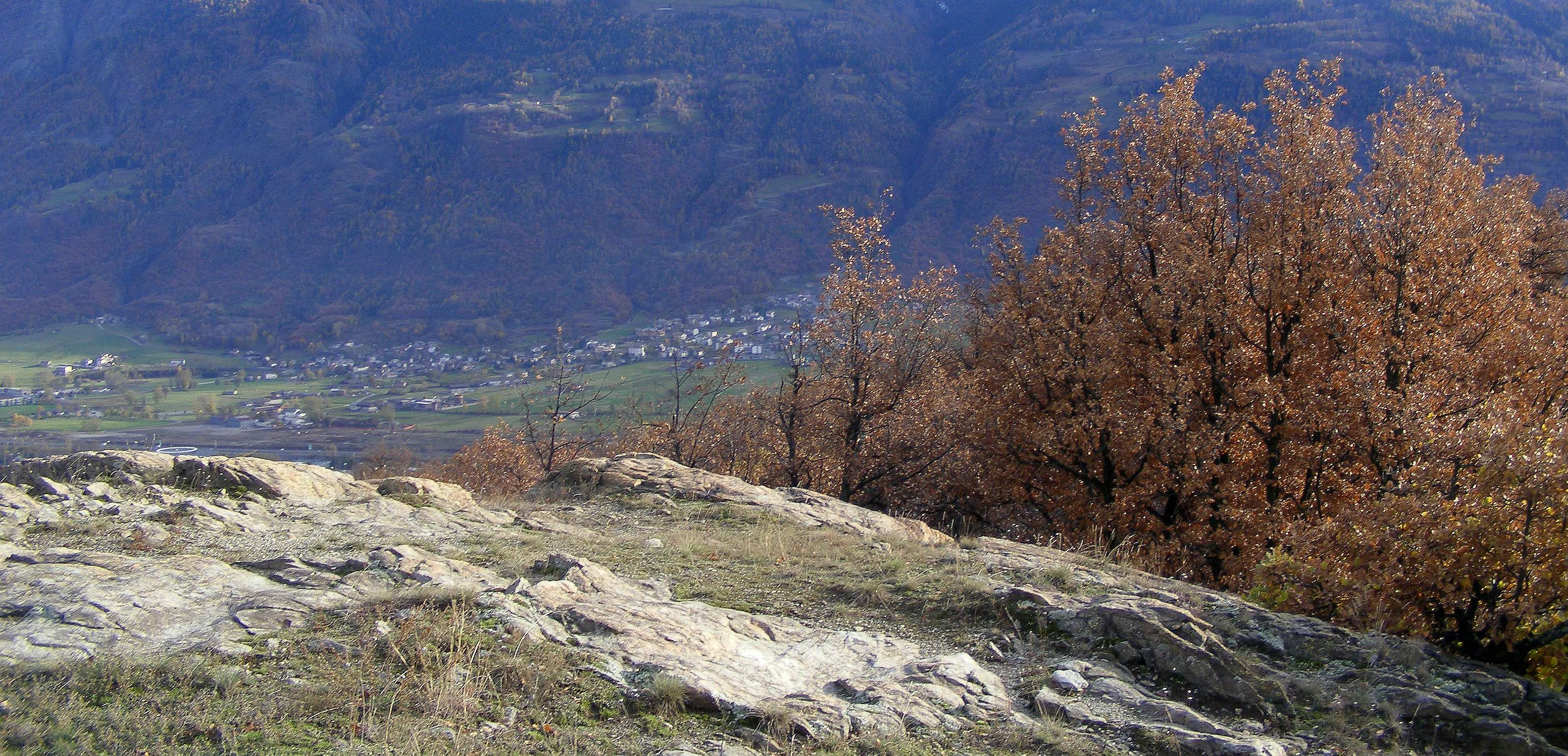
La réserve naturelle de Tzatelet.
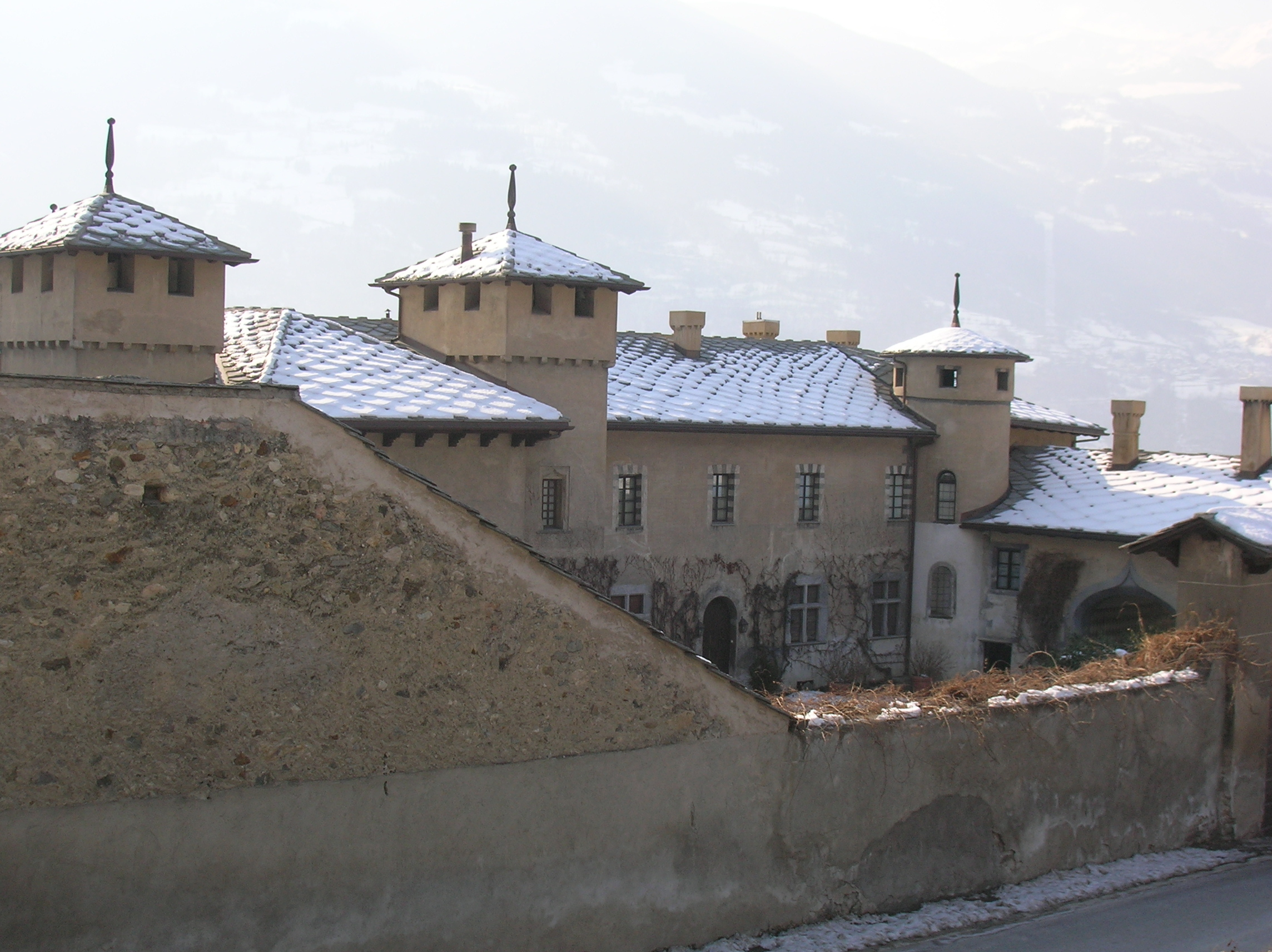
Le château Passerin d'Entrèves.

## Sport
L'équipe locale de football est l'École de football Saint-Christophe, constituant l'équipe régionale la plus importante. Elle joue ses matchs internes au stade communal des Condémines.
Saint-Christophe est la seule commune valdôtaine où sont pratiqués tous les quatre sports traditionnels : le tsan, la rebatta, le fiolet et le palet.

## Administration

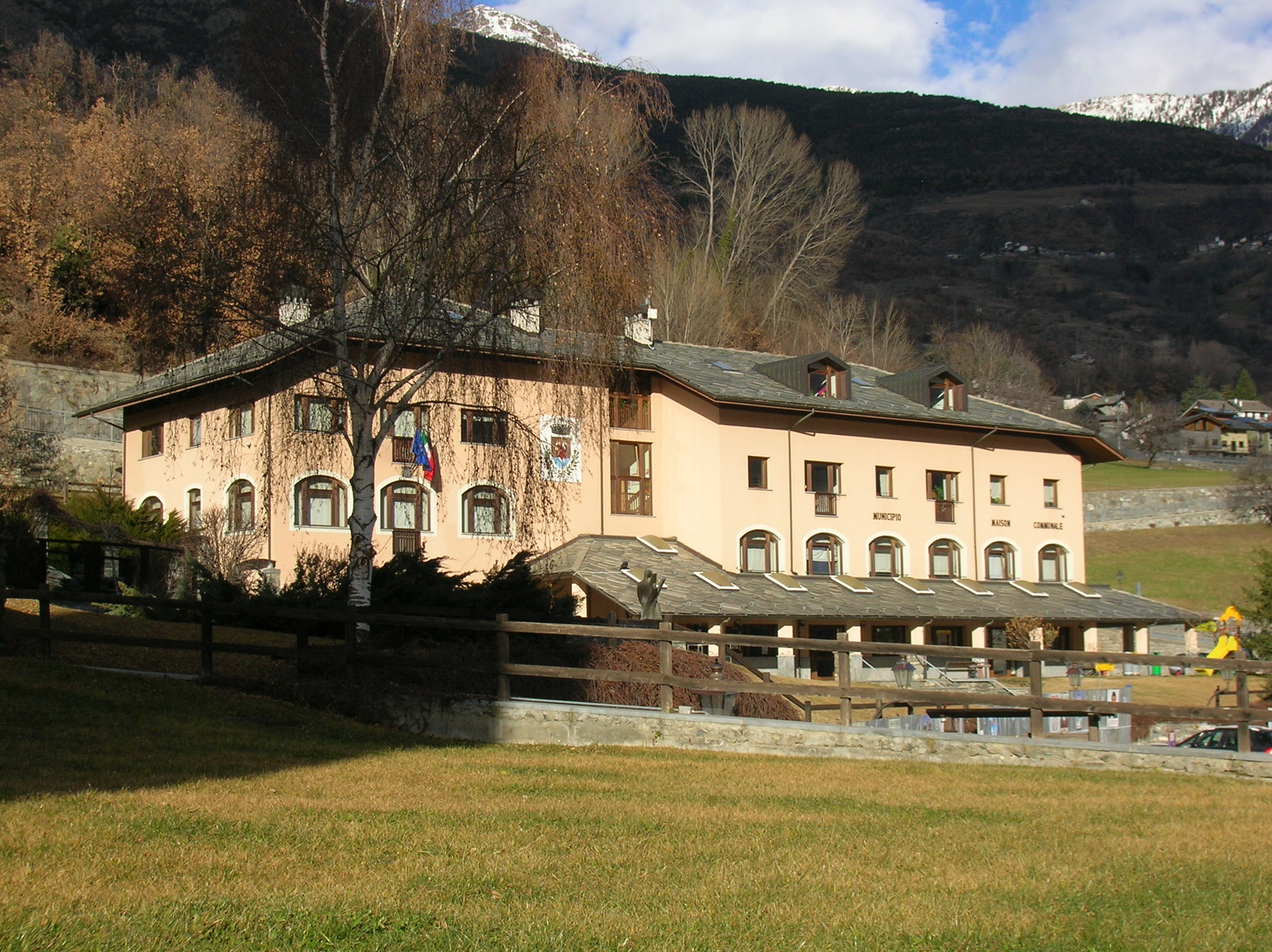
La maison communale.

| Période                                  | Période      | Identité          | Étiquette        | Qualité |
| ---------------------------------------- | ------------ | ----------------- | ---------------- | ------- |
| 10 mai 2005                              | 19 mars 2008 | Auguste Bionaz    | Union valdôtaine | Syndic  |
| 19 mars 2008                             | 24 mars 2010 | François Désandré | Union valdôtaine | Syndic  |
| 24 mars 2010                             | En cours     | Paolo Cheney      | Liste civique    | Syndic  |
| Les données manquantes sont à compléter. |              |                   |                  |         |

### Hameaux
Les Angelin, Bagnère, Bret, Cerisolaz, Chabloz, Champapon, Champ-d'Hône (Chandone), Château-d'Entrèves, Chaussod, La Cure, Chef-Lieu, Le Clappey, Cognon, Les Condémines, Les Îles, Cort, Coutateppaz, La Crétaz, La Croix-Noire, Les Croux, Les Étangs, Fontanalles, Frissonnière, Gallesio, Gérardin, Gevé, Le Grand-Chemin, La Grande-Charrière, La Grangère, Grin, Lemériaz, Le Lou (Loups), Maillod, La Maladière, Meysattaz, Nicolin, Pallein, Parléaz, La Péraz, Pin, Le Prévôt, Les Rouiyes, Senin, Senin, Sorreley, Le Thuvex, Valcorneille, Veynes, Vertolanaz

### Communes limitrophes
Aoste, Pollein, Quart, Roisan, Valpelline

## Communications
L'aéroport régional Conrad Gex est situé sur la commune.

## Jumelage
- Bellegarde-sur-Valserine (France) depuis 1999[3]